# Liste der Kulturdenkmäler in Thür
In der Liste der Kulturdenkmäler in Thür sind alle Kulturdenkmäler der rheinland-pfälzischen Ortsgemeinde Thür aufgeführt. Grundlage ist die Denkmalliste des Landes Rheinland-Pfalz (Stand: 27. Oktober 2023).

## Denkmalzonen
| Bezeichnung                    | Lage                                      | Baujahr | Beschreibung                                                                           | Bild                           |
| ------------------------------ | ----------------------------------------- | ------- | -------------------------------------------------------------------------------------- | ------------------------------ |
| Denkmalzone Fraukircher Hof    | südöstlich des Ortes (Fraukirch 192) Lage | 1765    | ehemaliges Priorat der Abtei Maria Laach; barocker Mansardwalmdachbau, bezeichnet 1765 | weitere Bilder Fotos hochladen |
| Denkmalzone Jüdischer Friedhof | südlich des Ortes Lage                    | um 1894 | um 1894 angelegt; heckenumsäumtes Areal, kein Grabstein erhalten                       | weitere Bilder Fotos hochladen |

## Einzeldenkmäler
| Bezeichnung                            | Lage                                                      | Baujahr                    | Beschreibung | Bild                                    |
| -------------------------------------- | --------------------------------------------------------- | -------------------------- | --- | --------------------------------------- |
| Wegekreuz                              | Bahnhofstraße Lage                                        | 1814                       | Wegekreuz, bezeichnet 1814 | BW                                      |
| Hofanlage                              | Breitsteinstraße 1 Lage                                   | 1665                       | Hofanlage; Putzbau, bezeichnet 1665, Fassadenüberformung im 19. Jahrhundert, Krüppelwalmdachscheune | BW                                      |
| Hofanlage                              | Breitsteinstraße 6/8 Lage                                 | 1553                       | zwei Putzbauten, Hofeinfahrt bezeichnet 1553 | BW                                      |
| Wegekreuz                              | Fallerstraße Lage                                         | 19. Jahrhundert            | Wegekreuz, 19. Jahrhundert | BW                                      |
| Wegekreuz                              | Fallerstraße, Ecke Breitsteinstraße Lage                  | 1804                       | Wegekreuz, bezeichnet 1804 | BW                                      |
| Wegekapelle                            | Josephstraße, Ecke Alter Graben Lage                      | 19. Jahrhundert            | Wegekapelle, 19. Jahrhundert | BW                                      |
| Katholische Pfarrkirche St. Johannes   | Kirchstraße Lage                                          | 1867/68                    | dreischiffige, querhauslose, neugotische Basilika, Basaltquader, 1867/68, Architekt Friedrich von Schmidt, Köln, separater Turm, im Kern wohl noch mittelalterlich, Erdgeschoss romanisch, im Obergeschoss Veränderungen von 1565, 1868 aufgestockt | Fotos hochladen                         |
| Hofanlage                              | Kirchstraße 3 Lage                                        | 16. Jahrhundert            | Hofanlage; Massivbau, im Kern wohl aus dem 16. Jahrhundert | BW                                      |
| Grabkreuze                             | Kottenheimer Straße, auf dem Friedhof Lage                | 16. bis 19. Jahrhundert    | 12 Grabkreuze, bezeichnet 1597, 1614, 1774 und aus dem 18. und 19. Jahrhundert | BW                                      |
| Wegekreuz                              | Mendiger Straße, Ecke Hochstraße Lage                     | 17. Jahrhundert            | Wegekreuz, wohl aus dem 17. Jahrhundert | BW                                      |
| Hofanlage                              | Segbachstraße 2–4 Lage                                    | 1738                       | mehrteilige Gebäudegruppe; Putzbau, bezeichnet 1738, Basaltbruchsteinbau, Krüppelwalmdach, bezeichnet 1828, Scheune; Gesamtanlage | BW                                      |
| Katholische Wallfahrtskirche St. Maria | südöstlich des Ortes Lage                                 | Mitte des 13. Jahrhunderts | sogenannte Fraukirche; ursprünglich spätromanische Basilika (heute Saalbau), frühgotischer Chor, Mitte des 13. Jahrhunderts; außen eingelassen: Wegekreuz, Nischentyp, bezeichnet 1690; Wegekreuzfragment, bezeichnet 1661                          | weitere Bilder Fotos hochladen          |
| Votivkapelle                           | südöstlich des Ortes in der Nähe der Fraukirche Lage      | 1605                       | nach drei Seiten offene Kapelle, 1605; Relief, 18. Jahrhundert; Kreuz, Nischentyp, bezeichnet 1648 | weitere Bilder Fotos hochladen          |
| Kreuze                                 | südöstlich des Ortes in der Nähe der Fraukirche           | 1648                       | Wegekreuz, bezeichnet 1648; Grabkreuz, bezeichnet 1723 | Direkt Bild zu diesem Denkmal hochladen |
| Wegekreuze                             | südöstlich des Ortes in der Nähe der Fraukirche           | 1644                       | Wegekreuze, je eines bezeichnet 1644 und 1657, das dritte aus dem 19. Jahrhundert | Direkt Bild zu diesem Denkmal hochladen |
| Wegekreuz                              | südöstlich des Ortes und westlich der Fraukirche          | 1648                       | Wegekreuz, bezeichnet 1648 | Direkt Bild zu diesem Denkmal hochladen |
| Wegekreuz                              | östlich des Ortes an der L 120 Lage                       | 1658                       | Wegekreuz, bezeichnet 1658 | BW                                      |
| Wegekreuz                              | östlich des Ortes an der L 120 beim Reginarisbrunnen Lage | 1624                       | Wegekreuz, bezeichnet 1624 | BW                                      |